# 倉島富次郎
倉島 富次郎（くらしま とみじろう、1877年（明治10年）4月28日 - 没年不明）は、大日本帝国陸軍軍人。最終階級は陸軍少将。功四級。

## 経歴・人物
長野県小県郡本原村（現・上田市真田町本原）出身。1898年（明治31年）陸軍士官学校第10期卒業。
1922年（大正11年）2月に麻布連隊区司令官を経て、同年4月に陸軍歩兵大佐に昇進。その後、1923年（大正12年）8月に歩兵第69連隊長、1925年（大正14年）5月に富山連隊区司令部附、同年8月に第9師団司令部附・金沢医科大学服務を経て、1927年（昭和2年）3月に陸軍少将・歩兵第4旅団長に補任。翌年の1928年（昭和3年）8月10日に待命、同年8月29日に予備役に編入した。   
退役後は、神職に転じ、信濃招魂社社司などを務めた。1947年（昭和22年）11月28日、公職追放仮指定を受けた。

## 栄典
- 1902年（明治35年）2月20日 - 従七位[5]